# Voy a tener suerte

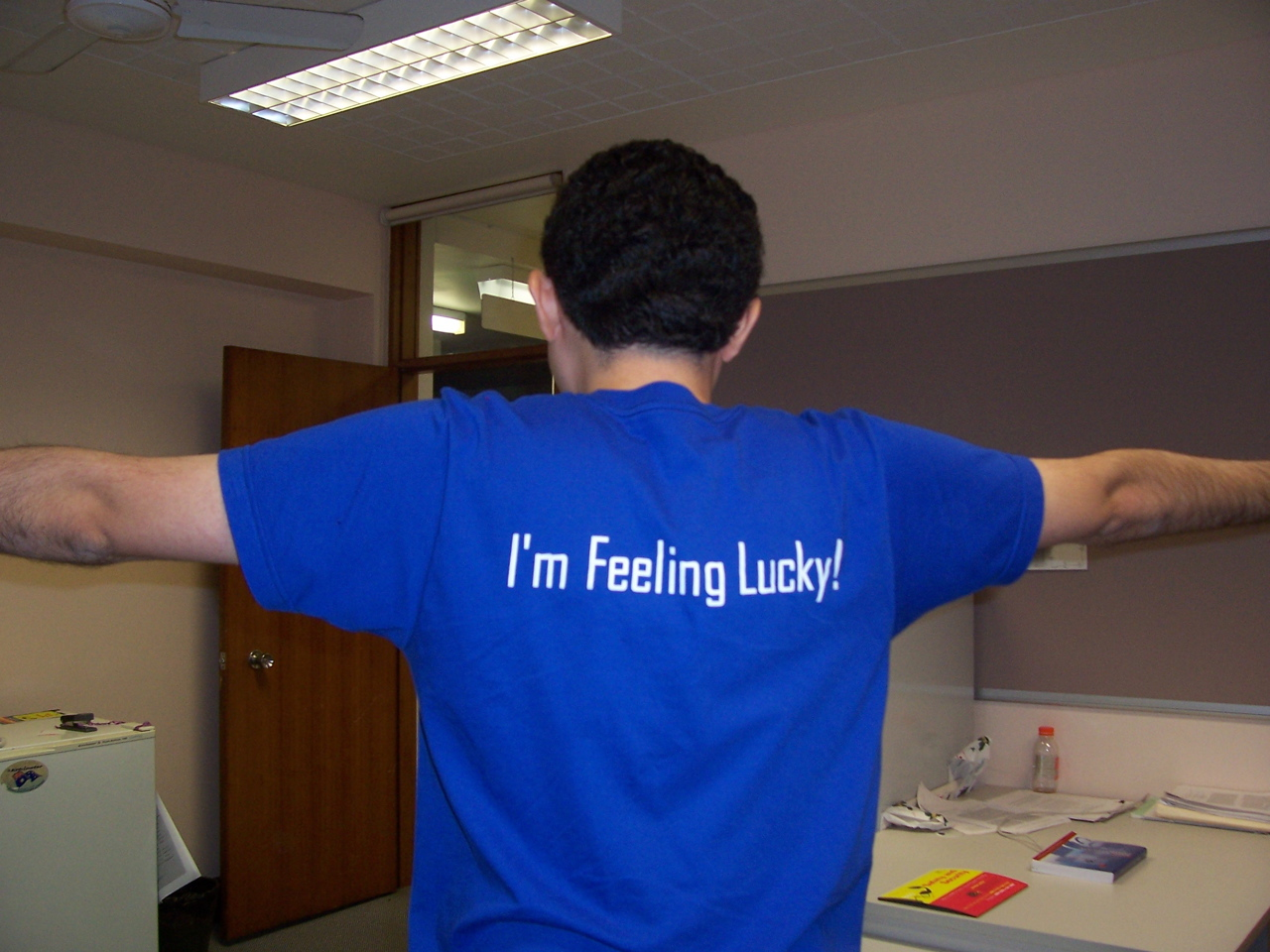
Camiseta "I'm Feeling Lucky" (Voy a tener suerte en inglés)

La página principal de Google tiene un botón en la parte de abajo de su letrero llamado "Voy a tener suerte". Cuando la persona accionaba el botón, iba directamente al primer resultado de la búsqueda. 
Según la compañía, el 1% de las búsquedas de Google se hacían apretando este botón. Al hacerlo se iba directamente a una página sin exponerse a publicidad alguna, por lo que estas búsquedas no daban ningún beneficio económico a Google. Este 1% "perdido" suponía alrededor de unos 110 millones de dólares anuales (estimación en noviembre de 2007).